# Havenspoorlijn Rotterdam West
De Havenspoorlijn Rotterdam West was een goederenspoorlijn met vier emplacementen in Rotterdam-West op de rechter Maasoever.

## Geschiedenis
Rond 1900 begon Rotterdam met de ontwikkeling van stukgoedhavens in het westen van de stad. Vanaf 1898 was Rotterdam in onderhandeling met de HIJSM en het Rijk over de aansluiting van een nieuw te bouwen havenspoorlijn op de spoorlijn Schiedam-Rotterdam. In 1908 werd de havenspoorlijn geopend.
De capaciteit van de dubbelsporige brug over de Delfshavense Schie was onvoldoende om ook de extra goederentreinen op te vangen. Deze brug werd daarom vervangen door een viersporige brug die in 1911 geopend werd.
Bij de Ruigeplaatsluis in Delfshaven werd een dubbelsporige brug over Schiemond gebouwd, gecombineerd voor spoor- en wegverkeer. Ten oosten van de Ruigeplaatsluis werd een emplacement aangelegd aan de Westzeedijk met aansluitingen naar de Parkhaven, de Sint Jobshaven en de Schiehaven. Dit emplacement stond bekend als RMO-Oost. Hier bevond zich onder andere de verbinding naar de loodsen van Van Gend en Loos, waar dagelijks wagons met stukgoed vertrokken naar zo'n 25 stations in Nederland. Iedere avond reden er twee treinen van zo'n 35 wagons per trein: één naar Den Haag Binckhorst en één naar Geldermalsen. Van daar uit werden de wagens middels een tamelijk ingenieus rangeerschema doorgezonden naar eindbestemming. En uiteraard kwamen er 's morgens weer twee treinen terug. De hiervoor gebruikte wagons hadden als kenmerk gele strepen op de hoeken, daarom werden ze in spoorjargon 'geelbanders' genoemd. Dit vervoer is rond 1985 beëindigd omdat de concurrentie met het wegtransport te groot werd. 
Na de aanleg van de Koushaven, IJselhaven, Lekhaven en Keilehaven werd in 1914 begonnen met de bouw van een nieuw emplacement langs de Hudsonstraat in de wijk Bospolder/Tussendijken. Dit emplacement was 14 sporen breed en werd overbrugd door een loopbrug vanaf de Hudsonstraat naar het havengebied van de Vierhavenstraat. Dit emplacement stond bekend als Rotterdam RMO (Rechter Maas Oever).
Na de aanleg van de Merwehaven werd een emplacement langs de Schiedamseweg/Rotterdamse dijk geopend. Dit emplacement werd op het laatst voornamelijk gebruikt om de in de Merwehaven aanwezige fruitbedrijven te bedienen. Jarenlang heeft er een rechtstreekse trein gereden tussen Spanje en Rotterdam (41815), waarmee wagonladingen sinaasappelen werden aangevoerd naar bedrijven als Velleman en Tas, Henk van den Berg en Zoutewelle. Maar er waren ook veel andere klanten. Beroemde Rotterdam havenbedrijven als Müller, Swarttouw en Quick Dispatch hadden er een spooraansluiting, en er zat ook een aantal olieopslagfirma's. Aan het westelijk einde lag de aansluiting langs de Gustoweg, waar de firma van Uden kolentreinen loste afkomstig uit de Sophia Jacoba mijn in het Duitse Hückelhoven. Deze kolentreinen waren ook de laatste treinen die gebruik hebben gemaakt van de nu verwaarloosde goederenlijn tussen Roermond en Dalheim, de IJzeren Rijn. Van het spoor langs de Gustoweg is nog steeds een deel aanwezig, netjes afgezet met hekjes. 
Op het hoogtepunt lag in het complex 70 kilometer spoor.
Na afloop van de Tweede Wereldoorlog werden honderden geallieerde soldaten via het emplacement aan de Hudsonstraat naar Hoek van Holland gebracht en van daar met de boot naar Engeland. In de jaren daarna werd vanaf het emplacement Hudsonstraat een spoorlijn naar de Spaanse Polder aangelegd. Tussen de Giessenweg en de Vlaardingweg lag hier ook een emplacement. Dit emplacement is nooit erg bedrijvig geweest: de rol van het spoorverkeer nam na de oorlog snel in belang af. De geplande aftakkingen vanaf het emplacement Spaanse Polder naar de insteekhavens van de Delfshavense Schie zijn dan ook nooit aangelegd. Dit emplacement is medio jaren tachtig gesloten. De laatste gebruiker was de oudpapierhandel van De Paauw.

## Huidige situatie

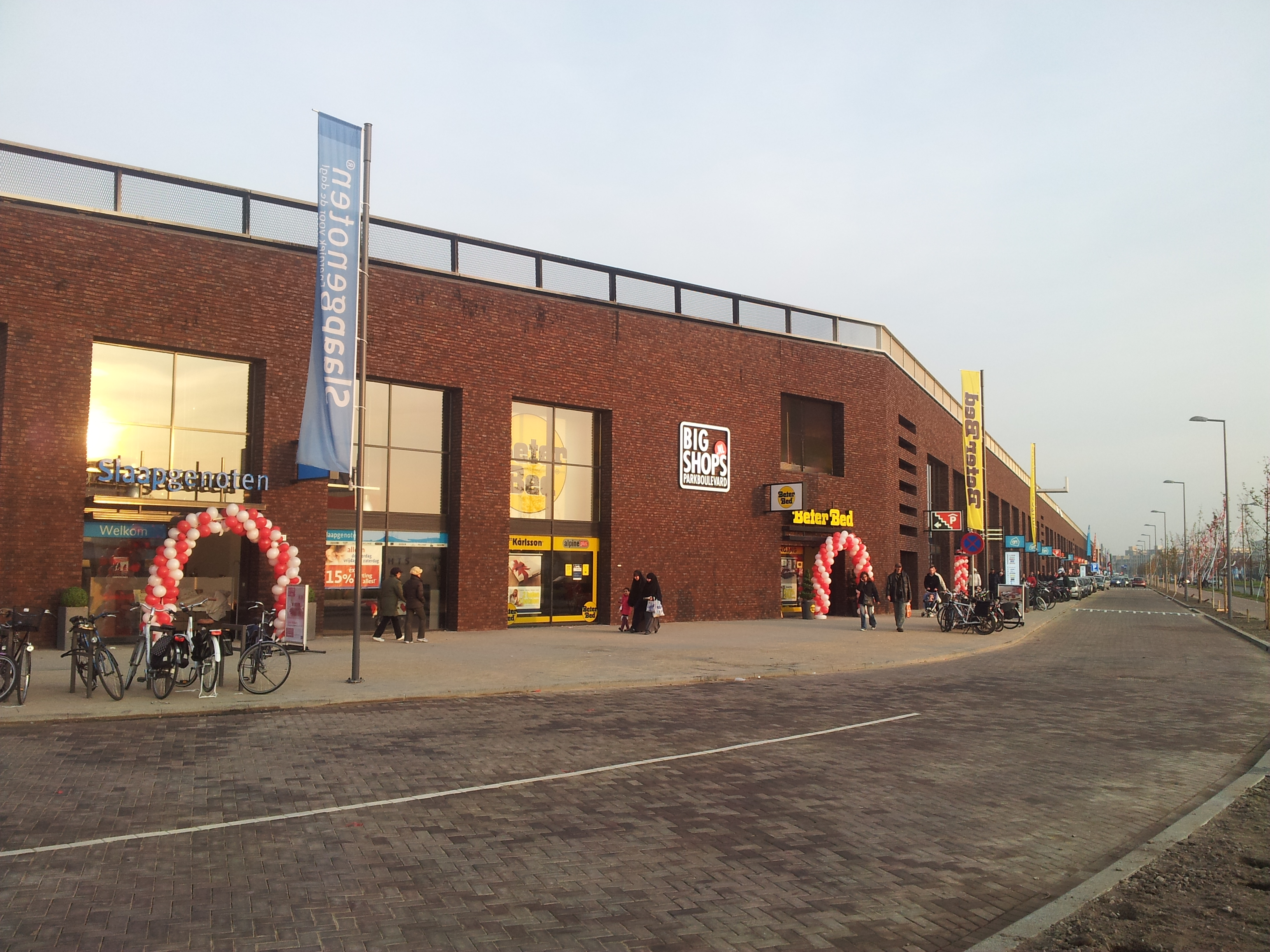
Bigshops Parkboulevard in 2011

De sporen ten oosten van Schiemond zijn tussen 2000 en 2002 opgebroken en het emplacement aan de Hudsonstraat is geheel verdwenen. In het vrijgekomen deel werd een dakpark aangelegd. Dit dakpark is 1 kilometer lang en eronder ligt Bigshops Parkboulevard (geopend in 2011), een winkelpromenade waar grote winkels zijn gevestigd.
De laatste activiteit op het havenspoor betrof werktreinen voor de aanleg van een metrotunnel. In de herfst van 2008 is het wissel in de aansluiting van het hoofdspoor (richting de spoorbrug Delfshavense Schie) afgesloten en sindsdien wordt het havenspoor, voor zover het nog aanwezig was, ontmanteld.
Heden is de spoordijk vanaf het Marconiplein ten westen van spangen een onverhard wandelpad. Een aantal spoorattributen zoals seinen en bebording zijn nog te bezichtigen.